# ケンドー
ケンドー（Kendo、1956年9月18日 - ）は、ドミニカ共和国の覆面レスラー。

## 来歴
1956年9月18日、メキシコ政府関係者の運転手をしていた父とその後妻である母との間に生まれる。
9歳の時に父親が病死し、幼い兄弟を養うため仕立屋で縫製の仕事を始め、その仕立屋の主人が「グラン・カスティージョ」というルチャドーラだったため、プロレスを習う。
1970年、ドミニカの新興ルチャ団体「カチャカカン」において13歳でデビュー。
デビュー当時のリングネームはスペイン語で“輝く人”を意味する「エル・ブリジャンテ」。素顔でのデビューだった。
しかし当時はまだ体力不足であり、仕立屋の仕事を続けながら身体を鍛え直す。その間にカチャカカンは消滅し、老舗団体「ドミニカーノス・デ・エスペクタクロス」で再びデビューしたのは1975年、18歳の頃だった。
デビュー年の10月に地元サントドミンゴのライト級王者を奪取。
1979年、拠点をパナマに移し、マスクマンとなる。パナマに遠征にきたアニバル、ペロ・アグアヨらと出会い、アニバルの推挙で拠点をメキシコに移す。
1981年にUWAのモンテレイの北部サーキットに参加。その後エル・イホ・デル・サントらと中南米を転戦。
1982年5月、UWAの総本山エル・トレオに登場。
1983年6月に12チーム参加のタッグトーナメントに参加。このトーナメントでは負け残ったチームの2人は最後にマスカラ戦のシングルで戦い、負けた方はマスクを取られるという特殊ルールだった。
ブリジャンテはこのトーナメントにドス・カラスと参加するが3チームに敗れ、最後はドスとのシングル戦を行うが敗れ、マスクを脱ぐ。
1984年8月19日より「ケンドー」に変身する。
リングネームは東洋系のマスクマンに変身してくれというプロモーターの希望で付けたが、ブリジャンテ自身には剣道の経験はなかった。
ケンドーはブラックマン、アビスポン・ネグロと「2代目ロス・ファンタスティコス」を結成する。
ロス・ミショネロス・デ・ラ・ムエルテ、ロス・ブラソス、ビジャノスらの台頭によるトリオブームに乗って活躍するが、ブラックマン、アビスポン・ネグロが続けてブルー・パンテルにマスクを剥がされたことでファンタスティコスは素顔のブラックマンとシルバー・キング、ケンドーの3人で「3代目ロス・ファンタスティコス」として再起を図る。だが、このチームはシルバーとケンドーが仲間割れしたことで分裂。
1988年5月27日、ケンドーはファンタスティコスのパートナー2人のマスクを剥がしたブルー・パンテルとマスカラ戦を行うが敗退し、マスクを脱ぐ。その後しばらくは素顔でファイトしていたが、同年一家を連れてドミニカに帰国。
1989年10月からは再びメキシコに戻り“天界戦士”セレスティアルに変身する。
1990年に旗揚げされたユニバーサル・プロレスリングにはケンドーとして初来日。華麗な空中殺法を披露し、観客から「ケンドー・チャ･チャ・チャ」のコールが自然発生するなど一躍人気を博し、以後常連ルチャドールとなる。
その後、LLIがCMLLの攻勢により団体存続の危機に陥っていた際、団体の指示でカト・クン・リーのタッグパートナー・カト・クン・リーIIやトランスフォーマーをモチーフにしたトランスフォルメルに変身。
1995年にAAAに移籍。
AAAでは当初エル・ニンジャ、後にニンジャ・デ・フエゴ、その後スペル・アステカを経て1998年に移籍したCMLLではスペル・ケンドーのリングネームを名乗った。いずれもマスクマン。
アメリカでは1999年にWCWにも参戦。同年8月にはチワワでナショナル・クルーザー級王者を奪取。
2003年には一家でティフアナに移り住み、エル・イディオータというリングネームで活動する。
2014年にメキシコシティ郊外のアラゴンに移り、ジム経営にも乗り出す傍ら、母国ドミニカのルチャリブレ再興のために新組織ブリシャンテ・レスリング・エンターテインメントの理事にも就任。

## 得意技
- サルト・モルタル

## タイトル歴
- サントドミンゴ・ライト級王座
- ナショナル・クルーザー級王座
- 中米ミドル級王座
- UWA世界タッグ王座（w / グラン浜田）
- ユニバーサル最強トリオ決定リーグ戦優勝（w / グラン浜田&ドス・カラス）

## 日本での活動
ユニバーサル・プロレスリングが活動を休止した後はみちのくプロレスの常連外人として来日し、みちのくプロレスの参戦回数は外国人レスラーの中で現在も1位である。
獅龍（カズ・ハヤシ）らの選手に影響を与えており、みちプロのリングで、通称「欽ちゃんジャンプ」を一世風靡させた第一人者（こちらも、後に獅龍が使っていた）。
また、日本では1993年にFMW、1997年に闘龍門MEXICO、1999年、2007年にはDRAGON GATEに出場、2006年には新日本プロレスLA道場の大会に出場、2007年には全日本プロレスにサムライ・ニュージャパンのAKIYOSHIとして素顔で出場している。